# Hazelton (Dakota del Norte)
Hazelton es una ciudad ubicada en el condado de Emmons en el estado estadounidense de Dakota del Norte. En el censo de 2010 tenía una población de 235 habitantes y una densidad poblacional de 252,04 personas por km².

## Geografía
Hazelton se encuentra ubicada en las coordenadas 46°29′8″N 100°16′51″O / 46.48556, -100.28083. Según la Oficina del Censo de los Estados Unidos, Hazelton tiene una superficie total de 0.93 km², de la cual 0.93 km² corresponden a tierra firme y (0%) 0 km² es agua.

## Demografía
Según el censo de 2010, había 235 personas residiendo en Hazelton. La densidad de población era de 252,04 hab./km². De los 235 habitantes, Hazelton estaba compuesto por el 97.45% blancos, el 0% eran afroamericanos, el 2.13% eran amerindios, el 0% eran asiáticos, el 0% eran isleños del Pacífico, el 0% eran de otras razas y el 0.43% pertenecían a dos o más razas. Del total de la población el 1.7% eran hispanos o latinos de cualquier raza.